# Souad Labbize
Souad Labbize, سعاد لعبيز née à Alger en 1965, est poète, romancière,  d'expression française et traductrice littéraire arabe/français algéro-tuniso-française. Son recueil de poèmes Je franchis les barbelés a reçu le Prix de la Poésie Méditerranée 2020, qu'elle accepte mais refuse de réceptionner de l'équipe du maire du Rassemblement National. Elle reçoit le prix Ibn Khaldoun-Singhor de la traduction en 2024 et le prix Fragonard de littérature étrangère 2025 pour sa traduction en français du roman Le Désastre de la maison des notables de la Tunisienne Amira Ghenim. 

## Biographie
Avant de s’établir à Toulouse, Souad Labbize a vécu à Alger, en Allemagne et à Tunis où elle a enseigné le français. Elle fait partie de celles qui s'exilent pour s'éloigner de la main mise patriarcale et affirmer son droit à franchir les frontières et vivre où elle souhaite. Après avoir publié un premier roman J'aurais voulu être un escargot, paru successivement aux éditions Séguier, 2011, éditions Az'art Atelier, 2017, éditions des Lisières 2019, Souad Labbize publie des recueils de poèmes, dont Brouillons amoureux (2017) et Je franchis les barbelés (2019). 
Son livre Enjamber la flaque où se reflète l’enfer, paru en 2019 aux éditions iXe en France et éditions Barzakh en Algérie, est un récit poétique sur le viol dont elle a été victime, alors qu'elle avait 9 ans. Quarante ans après cet épisode traumatique, l'autrice témoigne en son nom, mais aussi pour toutes les femmes et enfants victimes d’agressions sexuelles.
Des poèmes de Souad Labbize figurent dans de nombreuses anthologies francophones ou bilingues, dans des revues et sont traduits en anglais, arabe, en espagnol & en italien. Elle a conçu et traduit de l’arabe moderne La valeur décimale du bonheur, une anthologie de la nouvelle poésie du Maroc au Yémen, 95 poètes d’aujourd’hui, avec des illustrations de la peintre libanaise d'origine arménienne Annie Kurkdjian, et quelques autres poètes arabes contemporains, dont l'Irakien exilé à Berlin Fadhil Al Azzawi (en)

## Publications

### Roman/Nouvelles
- Glisser nue sur la rampe du temps, Éditions Blast, 2021, éditions Barzakh 2022.
- J’aurais voulu être un escargot , Éditions Séguier, 2011. Rééditions: Az’art Atelier, 2017, Lisières éditions, 2019.

### Récits poétiques
- Déboutonner la soie de ton silence, collection Hêtraie, traduit en arabe par Rahil Bali (Algérie) et en anglais (USA) par Susanna Lang, éditions des Lisières, 2025.
- Une échelle de poche pour atteindre le ciel, français-arabe, collection Hêtraie, traduit en arabe par Rahil Bali, éditions des Lisières, 2023.
- My Soul Has Nos Corners, éd. Lavender Ink Diálogos, ( édition bilingue traduction de Susanna Lang), 2023
- Enfiler la chemise de l'aïeule, bilingue français arabe, traduit de l'arabe par Dhia Bouselmi, collection Hêtraie, éditions des Lisières, 2021.
- Je franchis les barbelés, éditions Bruno Doucey, 2019.
- Brouillons amoureux, éditions des Lisières, 2017.
- Une échelle de poche pour atteindre le ciel, Éditions Al Manar, 2017. Dessins Ali Silem
- Je rends grâce à l’arobase, éditions Les Écrits 9, 2017. Dessins Ali Silem.

### Récits
- Enjamber la flaque où se reflète l’enfer, dire le viol, édition bilingue français-arabe, Éditions iXe, Éditions Barzakh, 2019.

### Spectacles
- Où vont les dunes, Nawel BEN KRAEÏM & Marcel BOZONNET - Où vont les dunes... Accompagnés de la musique de Nassim KOUTI. D’après les poèmes de Souad Labbize  https://www.youtube.com/watch?v=aibq9W6IaHU
- Pourpre, au théâtre Antoine Vitez, Ivry (2023). Conte musical, création Isabelle FRULEUX, basée sur les textes de Souad LABBIZE, accompagnée de Kamilya JUBRAN au 'oud et à la voix : https://www.youtube.com/watch?v=9CboelYRhkA https://www.isabellefruleux.com/pourpre
- Enjamber la flaque où se reflète l’enfer, mise en scène Gaëlle BIEN-AIMÉ , performance par Tafa MI-SOLEIL, Port-au-Prince, Haïti. https://belidemag.net/quand-lart-sallie-au-corps-de-la-femme,

### Traductions de l'arabe en français
- Violette Abu Jalad, Seule sur cette planète, éd.Douro, 2025.
- Fatna El Bouih, Toutes peines confondues, éd. Ixe, 2025.
- Neama Hassan, Sois Gaza كن أنت غزة، Éditions des Lisières, 2025.
- Amira Ghenim, Le Désastre de la maison des notables, Coll. Khamsa, Éditions Philippe REY/Barzakh, 2024. Prix de la littérature arabe 2024.
- Samira AL-Khalil, Journal d'une assiégée, Douma, Syrie, éditions Ixe, 2022.
- AL-HAJ SALEH, Yassin, Lettres à Samira, Éditions des Lisières, 2021.
- BAGHDASSARIAN, Salpy, Quarante cerfs-volants, Éditions des Lisières, 2020.
- AL AZZAWI, Fadhil, Faiseur de miracles, Éditions des Lisières, 2019.
- La Valeur décimale du bonheur, 95 poètes d’aujourd’hui, du Maroc au Yémen (anthologie) Bacchanales n°60, Maison de la poésie Rhône Alpes, 2018.
- MANSOUR, Aya, Seule elle chante, Éditions des Lisières, 2018.
- THAREB, Ali, Un homme avec une mouche dans la bouche, Éditions des Lisières, 2018.

## Prix et distinctions
- Prix Méditerranée de la poésie 2020 pour son recueil de poèmes Je franchis les barbelés[10].
- Prix de la Traduction Ibn Khaldoun-Senghor 2024 pour sa traduction en français du roman Le Désastre de la maison des notables, d'Amira Ghenim[11],[12].
- Prix Fragonard de littérature étrangère 2025 pour sa traduction en français du roman Le Désastre de la maison des notables[10].